# 스파이리우스속
스파이리우스속(Sphaerius)은 식균아목에 속하는 딱정벌레 속의 일종이다. 스파이리우스과(Sphaeriusidae)의 유일 속으로 23종을 포함하고 있다. 보통 개울과 강의 가장자리를 따라 발견되며, 조류를 먹이로 취하고, 남극 대륙을 제외한 모든 대륙에서 산다. 미국에는 단지 3종이 산다.
이 딱정벌레 몸의 전체적인 형태는 볼록하고, 표면이 번쩍거리며, 어두운 갈색 또는 검은 색을 띠고 일부는 반점이 있을 수 있다. 머리는 돌출된 비교적 큰 두 눈이 멀리 떨어져 배치되어 있으며, 두상 촉각을 지니고 있다. 전체 길이는 0.5-1.2 mm정도이다.
진흑, 돌 밑, 식물의 뿌리와 낙엽 아래, 늪지의 이끼 속 등의 여러 군데의 습지 환경에서 발견된다. 이들은 딱지날개 아래에 공기를 조금 불어 넣는다. 암컷은 한 번에 한 개의 알을 낳는다.

## 종
| - S. acaroides - S. africanus - S. alticola - S. coenensis - S. coomani - S. cribratus - S. favosus - S. gustavlohsei | - S. hispanicus - S. humicola - S. laeviventris - S. madecassus - S. politus - S. obsoletus - S. ovensensis - S. papulosus | - S. perlaevis - S. scutellaris - S. silvicola - S. spississimus - S. tesselatus - S. texanus - S. tropicus |

## 참고 문헌
- Ross H. Arnett, Jr. and Michael C. Thomas, American Beetles (CRC Press, 2001)